# Falcophantis
Falcophantis är ett släkte av insekter. Falcophantis ingår i familjen Flatidae.
Kladogram enligt Catalogue of Life:
| Falcophantis | \| \| Falcophantis acuminatus \| \| \| \| \| \| Falcophantis westcotti \| \| \| \| |
|              | \| \| Falcophantis acuminatus \| \| \| \| \| \| Falcophantis westcotti \| \| \| \| |
|              | Falcophantis acuminatus                                                            |
|              |                                                                                    |
|              | Falcophantis westcotti                                                             |
|              |                                                                                    |